# Cochran (Georgia)
Cochran is een plaats (city) in de Amerikaanse staat Georgia, en valt bestuurlijk gezien onder Bleckley County.

## Demografie
Bij de volkstelling in 2000 werd het aantal inwoners vastgesteld op 4455.
In 2006 is het aantal inwoners door het United States Census Bureau geschat op 4755, een stijging van 300 (6.7%).

## Geografie
Volgens het United States Census Bureau beslaat de plaats een oppervlakte van
11,0 km², waarvan 10,6 km² land en 0,4 km² water. Cochran ligt op ongeveer 104 m boven zeeniveau.

## Plaatsen in de nabije omgeving
De onderstaande figuur toont nabijgelegen plaatsen in een straal van 28 km rond Cochran.